# Município de Meigs (condado de Muskingum, Ohio)
O município de Meigs (em inglês: Meigs Township) é um município localizado no condado de Muskingum no estado estadounidense de Ohio. No ano de 2010 tinha uma população de 180 habitantes e uma densidade populacional de 1,85 pessoas por km².

## Geografia
O município de Meigs encontra-se localizado nas coordenadas 39° 48′ 21″ N, 81° 44′ 51″ O. Segundo o Departamento do Censo dos Estados Unidos, o município tem uma superfície total de 97.07 km², da qual 95,77 km² correspondem a terra firme e (1,33 %) 1,29 km² é água.

## Demografia
Segundo o censo de 2010, tinha 180 pessoas residindo no município de Meigs. A densidade populacional era de 1,85 hab./km². Dos 180 habitantes, o município de Meigs estava composto pelo 99,44 % brancos, o 0,56 % eram afroamericanos. Do total da população o 0 % eram hispanos ou latinos de qualquer raça.